# Рајн Некар арена
Рајн Некар арена вишенаменски је стадион у немачком граду Зинсхајму. Стадион је данас познат као Прецеро арена (PreZero Arena), а раније као Вирзол Рајн Некар арена из спонзорских разлога. Стадион се углавном користи за фудбалске утакмице. На њему домаће утакмице игра немачки фудбалски клуб Хофенхајм. Стадион има капацитет од 30.150 места.
Ово је највећи стадион у области Рајн-Некар иако се налази у граду са само 36.000 становника.
Прва такмичарска утакмица на овом стадиону одиграна је 31. јануара 2009. када је Хофенхајм савладао Енерги Котбус с резултатом 2 : 0. Стадион је био домаћин утакмица на Светском првенству за жене 2011. На Рајн Некар арени играла се утакмице хокеја на леду 2017 DEL Winter Game између Адлер Манхајма и Швенинген вајлд вингса 7. јануара 2017. године.

## Међународне утакмице
| Датум              | Такмичење            | Домаћа репрезентација | Резултат | Гостујућа репрезентација | Посећеност |
| ------------------ | -------------------- | --------------------- | -------- | ------------------------ | ---------- |
| 9. септембар 2018. | Пријатељска утакмица | Немачка               | 2 : 1    | Перу                     | 25.494     |
| 26. март 2022.     | Пријатељска утакмица | Немачка               | 2 : 0    | Израел                   | 25.600     |

### Светско првенство у фудбалу за жене 2011.
Рајн Некар арена је била домаћин четири утакмице Светског фудбалског првенства за жене 2011.
| Датум        | Прва репрезентација | Резултат | Друга репрезентација | Коло        | Посећеност |
| ------------ | ------------------- | -------- | -------------------- | ----------- | ---------- |
| 26. јун 2011 | Нигерија            | 0 : 1    | Француска            | Група А     | 25.475     |
| 2. јул 2011  | Сједињене Државе    | 3 : 0    | Колумбија            | Група Ц     | 25.475     |
| 5. јул 2011  | Нови Зеланд         | 2 : 2    | Мексико              | Група Б     | 20.451     |
| 16. јул 2011 | Шведска             | 2 : 1    | Француска            | Треће место | 25.515     |